# Eucereon rufipes
Eucereon rufipes är en fjärilsart som beskrevs av Rothschild 1912. Eucereon rufipes ingår i släktet Eucereon och familjen björnspinnare. Inga underarter finns listade i Catalogue of Life.